# 姜营街道
姜营街道是中华人民共和国河南省南阳市宛城区下辖的一个街道办事处。

## 行政区划
姜营街道下辖以下村级行政区划单位：
龙王庙社区、杨官营村、引丰庄村、姜营村、李八庙村、盆窑村、楼子庄村、狮子庄村、二户庄村。